# (5404) Uemura
(5404) Uemura est un astéroïde de la ceinture principale.

## Description
(5404) Uemura est un astéroïde de la ceinture principale. Il fut découvert le 15 mars 1991 à Kitami par Kin Endate et Kazuro Watanabe. Il présente une orbite caractérisée par un demi-grand axe de 2,25 UA, une excentricité de 0,07 et une inclinaison de 9,9° par rapport à l'écliptique.

## Compléments